# Żylak trzęsakowaty
Żylak trzęsakowaty (Phlebia tremellosa Schrad.) – gatunek grzybów z rodziny strocznikowatych (Meruliaceae).

## Systematyka i nazewnictwo
Pozycja w klasyfikacji: Phlebia, Meruliaceae, Polyporales, Incertae sedis, Agaricomycetes, Agaricomycotina, Basidiomycota, Fungi.
Niektóre synonimy nazwy naukowej:
- Merulius imbricatus Balf.-Browne 1955
- Merulius tremellosus Schrad. 1794
- Phlebia tremellosa (Schrad.) Nakasone & Burds. 1984
- Sesia tremellosa (Schrad.) Kuntze 1891
- Xylomyzon tremellosum (Schrad.) Pers. 1825[2].

Polską nazwę zaproponował Władysław Wojewoda w 2003 r. Wcześniej gatunek ten opisywany był jako stroczek trzęsidłowaty, stroczek trzęśliwy, stroszek trzęśliwy, stroczek kisielcowaty, stroszek trzęsakowy i strocznik trzęsakowaty.

## Morfologia
Owocniki
Jednoroczny grzyb tremelloidalny o szerokości 1–5, wyjątkowo do 12 cm, grubość do 3 cm. Kształt półkolisty, rozpostarty lub rozpostarto-odgięty. Do podłoża przyrasta bokiem. Na pionowym podłożu tworzy wachlarzowate, półkoliste lub muszlowate płaty o falistych brzegach. Powierzchnia górna szorstka, omszona, barwy od białawej przez kremową do żółtopomarańczowej. Brzeg kapelusza ostry, pofalowany, podwinięty i na szerokości ok. 5 mm bez hymenoforu.
Hymenofor
Rurkowaty, w postaci nieregularnych dołków (labiryntów), żółtoochrowy, różowy lub rdzawobrunatny. Rurki tworzą jedną tylko warstwę i oddzielone są od miąższu ciemniejszą linią. Brzegi rurek u młodych owocników gładkie, u starszych ząbkowane. Dołki są otoczone drobnymi fałdami w postaci siateczki. Porów mieści się 2-4 na jednym mm. Mają kształt od okrągłego od wydłużonego, czasami są nieregularne.
Miąższ
U młodych owocników miękki i galaretowaty, u starszych elastyczny, gumowaty, mięsisty, w końcu woskowaty galaretowaty, u starszych osobników mięsisto-woskowaty, barwy od białawej do pomarańczowożółtej.
Cechy mikroskopowe
Wysyp zarodników białawy. Zarodniki walcowate w kształcie kiełbaski, gładkie o wielkości od 3,5–4,5 × 1–2 µm, z dwiema kropelkami tłuszczu wewnątrz, nieamyloidalne. Cystydy rozproszone, ledwo wystające nad hymenium.
Gatunki podobne
Żylak promienisty (Phlebia radiata) ma podobną woskowato-galaretowatą konsystencję, ale ma owocniki zazwyczaj rozpostarte i nie tworzy tak wyraźnie labiryntowatego hymenoforu.

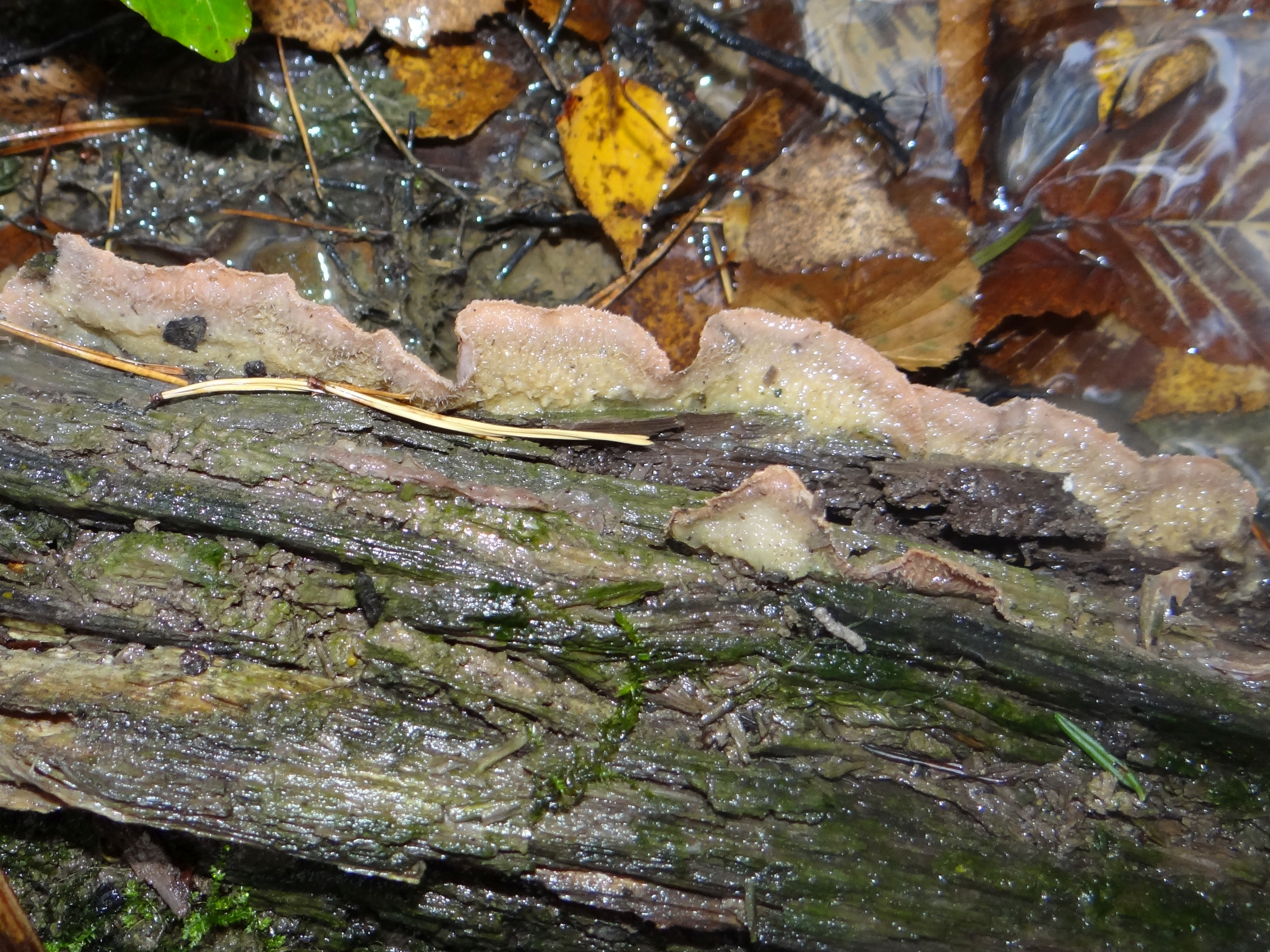
Górna powierzchnia
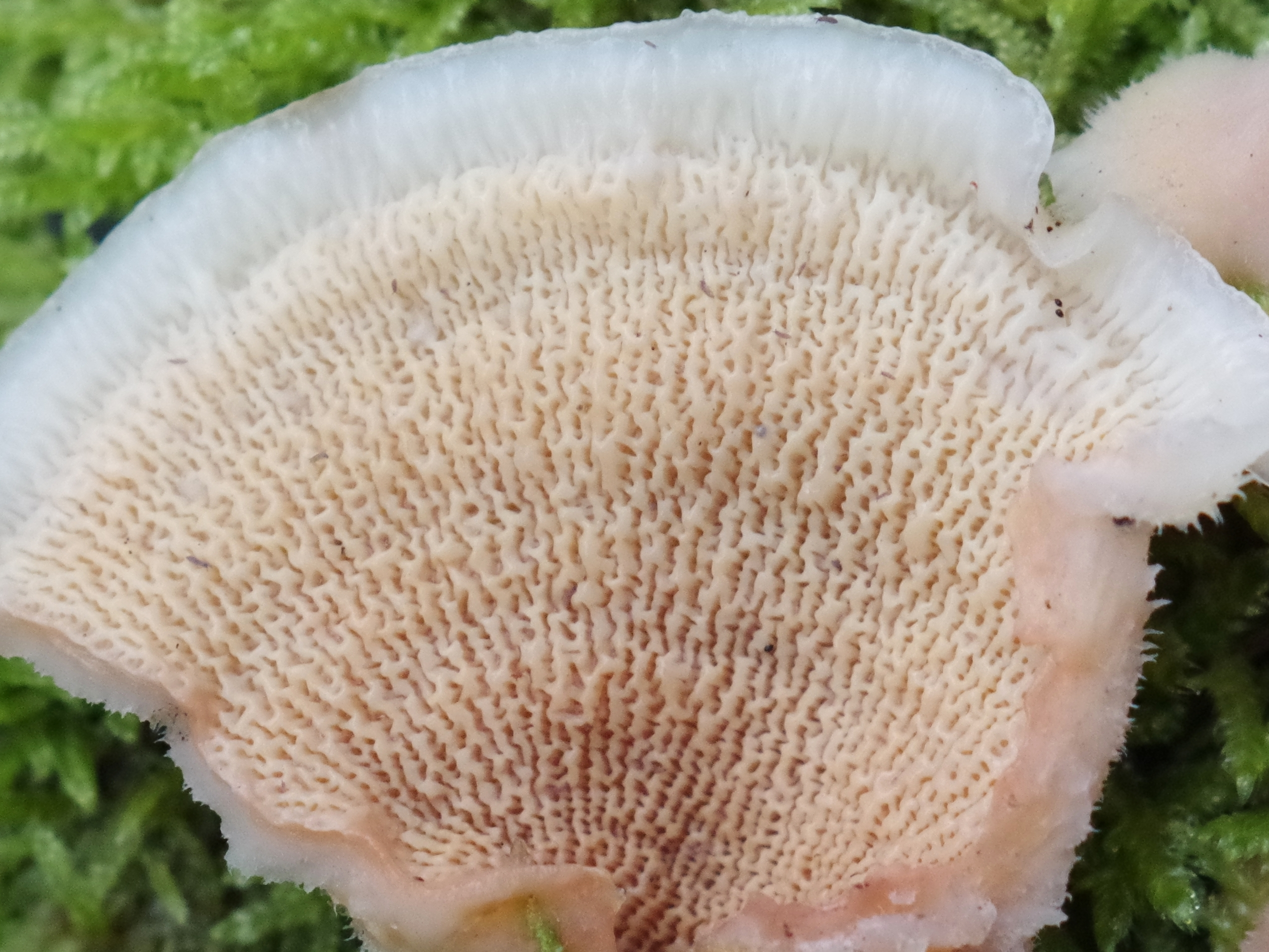
Labiryntowaty hymenofor
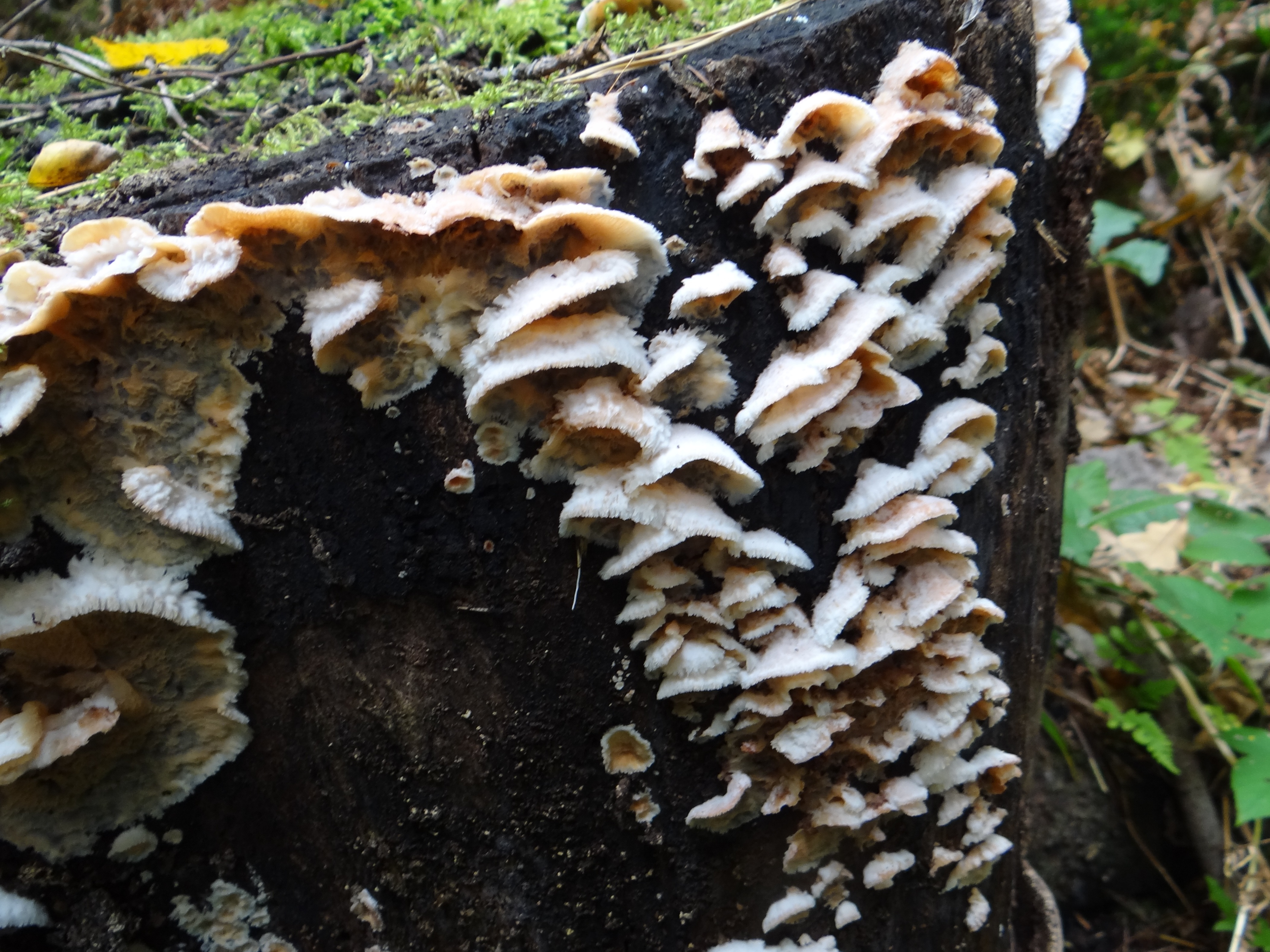
Owocniki często występują gromadnie
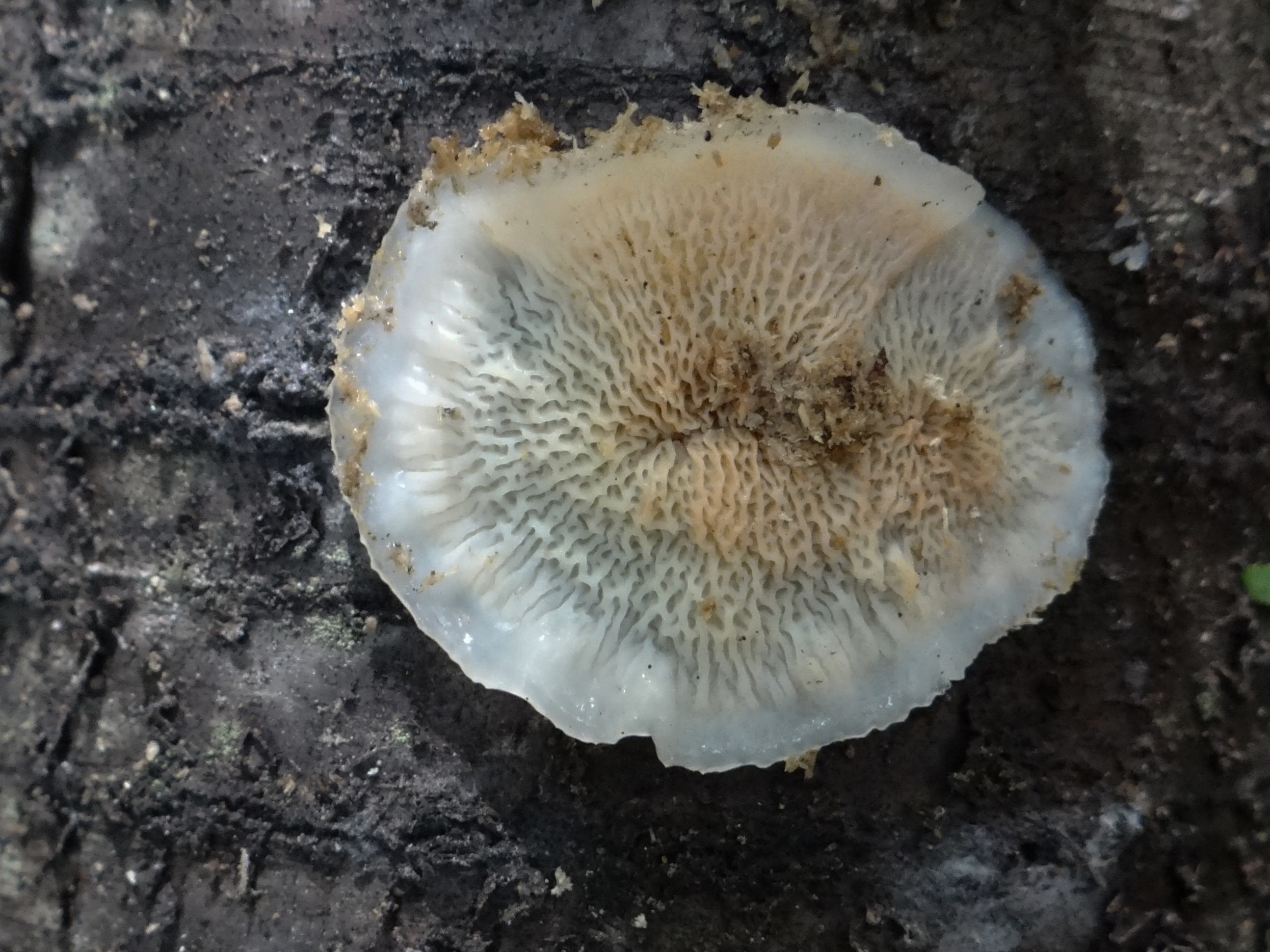
Młody okaz
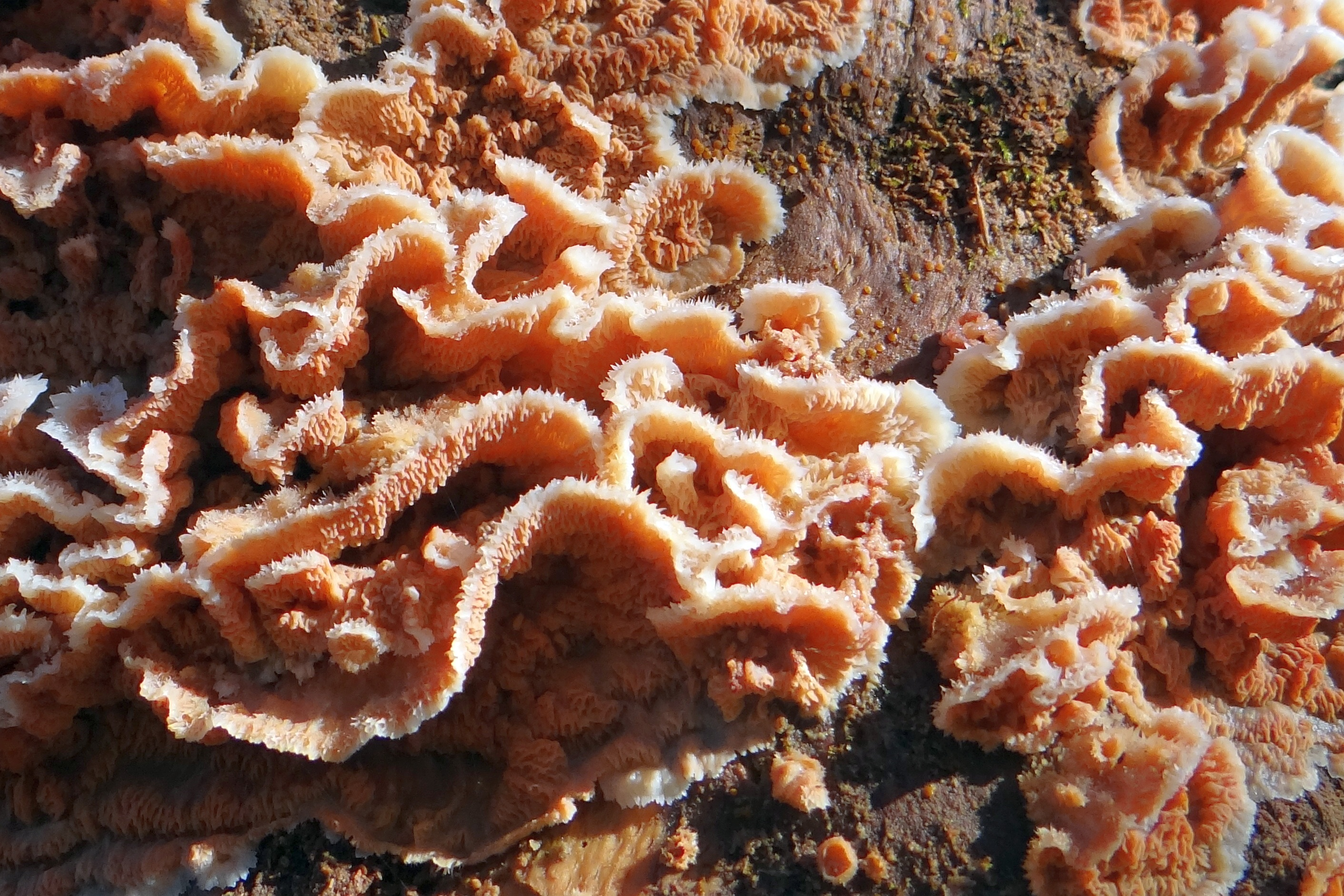

## Występowanie i siedlisko
Jest szeroko rozprzestrzeniony na półkuli północnej; występuje w Ameryce Północnej i Środkowej, Europie, Azji, Afryce Północnej, ale zanotowano go także na południu Indii i w Australii. Powszechny w całej Polsce, szczególnie w wilgotniejszych lasach liściastych.
Grzyb nadrzewny. Rośnie w lasach, parkach, sadach i ogrodach, nad rzekami i przy drogach. Owocniki pojawiają się przez cały rok, głównie jednak latem i jesienią. Rosną piętrowo, przyrośnięte bokiem do podłoża, często dachówkowato nad sobą, zasiedlając pniaki, kłody i opadłe gałęzie drzew liściastych, szczególnie buków, olszy szarej, brzozy brodawkowatej, leszczyny, dębów. Na drzewach iglastych występuje rzadko, głównie na sosnach.

## Znaczenie
Grzyb saprotroficzny wywołujący białą zgniliznę drewna. Grzyb niejadalny.
Zawiera kwas merulinowy – substancję o działaniu bakteriobójczym, oraz merulidial mający własności bakteriobójcze, grzybobójcze, imunostymulujące i przeciwnowotworowe.